# Phyllotreta reitteri
Phyllotreta reitteri es una especie de insecto coleóptero de la familia Chrysomelidae. Fue descrita científicamente en 1911 por Heikertinger.